# ند دویگ
ند دویگ (انگلیسی: Ned Doig؛ ۲۹ اکتبر ۱۸۶۶ – ۷ نوامبر ۱۹۱۹) یک بازیکن فوتبال، و دروازه‌بان (فوتبال) اهل بریتانیا بود.
از باشگاه‌هایی که در آن بازی کرده‌است می‌توان به باشگاه فوتبال بلکبرن راورز، باشگاه فوتبال ساندرلند، و باشگاه فوتبال لیورپول اشاره کرد.